# Брендерслев
Брендерслев (дан. Brønderslev) је град у Данској, у северном делу државе. Град је у оквиру покрајине Северне Данске, где са околним насељима чини једну од општина, Општину Брендерслев.

## Природни услови
Брендерслев се налази у северном делу Данске. Од главног града Копенхагена, град је удаљен 440 километара северозападно. Најближи значајнији град је Олборг, 25 километара јужно од Брендерслева.
Град Брендерслев се налази у северном делу данског полуострва Јиланд, близу обале Северног мора. Подручје око града је равничарско. Надморска висина града креће се од 10 до 35 метара.

## Историја
Подручје Брендерслева било је насељено још у доба праисторије. Данашње насеље се први пут помиње 1150. године. Насеље је добило градска права 1921. године.
И поред петогодишње окупације Данске (1940-45.) од стране Трећег рајха Брендерслев и његово становништво нису много страдали.

## Становништво
Брендерслев је 2010. године имао око 12 хиљада у градским границама и око 36 хиљада са околним насељима.

## Збирка слика
- Улица старог дела Брендерслева
- Главна градска црква
- Тржни центар
- Хотел „Феникс"